# Regimentul 1 Roșiori
 Regimentul 1 Roșiori a fost o unitate de cavalerie, de nivel tactic, din trupele permanente ale Armatei României. Unitatea a fost înființată  în anul 1856. A primit stindardul în anul 1874. Patron: Sfântul Dumitru (26 octombrie).

## Campania din Bulgaria - Războiul pentru Independență, 1877-1878
A participat la Războiul pentru Independență în anii 1877-1878, acționând sub comanda generalului Lascarev. A luat parte la luptele de la Gorni-Etropol, Dolni-Dubnio și recunoașterea de la Rahova. A pierdut în campanie 11 oameni și 19 cai morți și 15 oameni și 29 cai răniți. A participat la luptele din zona Vidin în data de 13 ianuarie 1878. La 8 octombrie 1878 i-a fost decorat steagul cu medalia "Trecerea Dunării".

## Comandanți
- Colonel Odobescu Ion (1856-1857)
- Colonel Ghica I. N. (1857-1858)
- Colonel Păucescu I. (1858-1863)
- Locotenent-colonel Radovici Alexandru (1869-1873)
- Colonel Cernovodeanu Pavel (1873-1875)
- Colonel Arion Gheorghe (1875-1876)
- Colonel Crețeanu Victor (1876-1880)
- Colonel Alexandrescu C. (1880-1886)
- Colonel Grădișteanu Nicolae (1886-1890)
- Colonel Manu Ion (1890-1894)
- Locotenent-colonel Danielopol Gheorghe (1894-1895)
- Maior Mustață (1895-1896)
- Locotenent-colonel Văleanu Dimitrie (1896-1899)
- Colonel Boteanu Remus (1899-1901)
- Locotenent-colonel Bogdan Gheorghe (1901-)
- Colonel  Nicolae Cantavara
- Locotenent-colonel  Ioan Negulescu